# Promenada Anglików w Nicei
Promenada Anglików (fr. Promenade des Anglais) – jeden z głównych ciągów komunikacyjnych w Nicei we Francji. Promenada liczy ok. 7 km długości.
Promenada Anglików jest jedną z głównych ulic w Nicei. Położona nad Morzem Śródziemnym, jest miejscem spotkań, zabaw i imprez. Wybudowana została w XIX wieku. Zimy spędzało tu wielu możnych i bogatych Brytyjczyków, którzy wsparli finansowo budowę nowego bulwaru. Stąd nazwa promenady.
14 lipca 2016 była miejscem zamachu terrorystycznego, w wyniku którego zginęło 87 osób w tym zamachowiec.